# 킹 (체스)
킹(King→왕, ♔, ♚)은 체스의 기물들 중 하나로, 킹이 잡히기 직전의 상황(체크메이트)이 되면 게임이 끝난다. 양편에 각각 단 하나의 킹만이 존재할 수 있으며, 폰의 프로모션에서도 킹으로는 바꿀 수 없다. 장기의 초(또는 한)에 해당되는 기물이다.

## 킹의 특징
바로 인접한 여덟 방향들 중 한 곳으로 한 칸 이동할 수 있으며, 캐슬링의 경우에는 예외로 두 칸 이동할 수 있다. 다른 대부분의 말들과 마찬가지로 다른 말을 뛰어넘는 것이 허용되지 않는다.
이동 거리가 가장 짧은 말이지만, 어떤 상황에도 잡히면 지게 되므로 가치를 따지는 것 자체가 무의미하다. 다만, 킹과 동일한 행마법을 가진 변형 체스 기물에서는 의외로 그 가치가 비숍과 나이트보다 더 높은 4점으로 책정된다. 특히 체스에서는 장기의 궁과는 달리, 킹이 사방팔방으로 자유롭게 돌아다닐 수 있는데. 이는 많은 기물들이 포지션 싸움을 하는 초반, 중반이 아닌 후반에 킹이 강력한 영향력을 갖게 된다. 이는 상대적으로 후반(엔드 게임)에 기물이 없기도 하지만, 킹과 킹이 서로 1칸 이내로 접근할 수 없다는 체스 규칙 때문이기도 하다. 적은 기물이 남은 상황에서 상대의 킹을 자신의 킹으로 구석으로 몬 후, 룩이나 퀸과 같은 기물을 이용해서 체크메이트를 할 수도 있고, 특히 폰이 프로모션을 위해 이동하는 경로를 보호하는 역할을 할 수 있다.

## 초기배치
|   | a                             | b                             | c                             | d                             | e                             | f                             | g                             | h                             |   |
| 8 | e8 black king · e1 white king | e8 black king · e1 white king | e8 black king · e1 white king | e8 black king · e1 white king | e8 black king · e1 white king | e8 black king · e1 white king | e8 black king · e1 white king | e8 black king · e1 white king | 8 |
| 7 | e8 black king · e1 white king | e8 black king · e1 white king | e8 black king · e1 white king | e8 black king · e1 white king | e8 black king · e1 white king | e8 black king · e1 white king | e8 black king · e1 white king | e8 black king · e1 white king | 7 |
| 6 | e8 black king · e1 white king | e8 black king · e1 white king | e8 black king · e1 white king | e8 black king · e1 white king | e8 black king · e1 white king | e8 black king · e1 white king | e8 black king · e1 white king | e8 black king · e1 white king | 6 |
| 5 | e8 black king · e1 white king | e8 black king · e1 white king | e8 black king · e1 white king | e8 black king · e1 white king | e8 black king · e1 white king | e8 black king · e1 white king | e8 black king · e1 white king | e8 black king · e1 white king | 5 |
| 4 | e8 black king · e1 white king | e8 black king · e1 white king | e8 black king · e1 white king | e8 black king · e1 white king | e8 black king · e1 white king | e8 black king · e1 white king | e8 black king · e1 white king | e8 black king · e1 white king | 4 |
| 3 | e8 black king · e1 white king | e8 black king · e1 white king | e8 black king · e1 white king | e8 black king · e1 white king | e8 black king · e1 white king | e8 black king · e1 white king | e8 black king · e1 white king | e8 black king · e1 white king | 3 |
| 2 | e8 black king · e1 white king | e8 black king · e1 white king | e8 black king · e1 white king | e8 black king · e1 white king | e8 black king · e1 white king | e8 black king · e1 white king | e8 black king · e1 white king | e8 black king · e1 white king | 2 |
| 1 | e8 black king · e1 white king | e8 black king · e1 white king | e8 black king · e1 white king | e8 black king · e1 white king | e8 black king · e1 white king | e8 black king · e1 white king | e8 black king · e1 white king | e8 black king · e1 white king | 1 |
|   | a                             | b                             | c                             | d                             | e                             | f                             | g                             | h                             |   |

- 백 킹은 체스보드의 e1, 흑 킹은 e8의 칸에 배치한다.
- 킹은 기보상에는 K 로 나타낸다.
- 체스의 최종적인 목적은 상대의 킹을 체크메이트 하는 것이다.

## 기본적인 기물의 이동
- 종・횡・사선(대각선)의 모든 방향으로 1칸만 이동 할 수 있다.
- 아군의 기물이 있는 칸으로는 이동 할 수 없다.
- 적의 기물의 공격 포지션으로는 이동할 수 없다.

- 이동 할 수 있는 칸에 적의 기물이 있는 경우, 그 기물을 뺏고 그 칸에 이동 할 수 있다. 단, 그 기물이 다른 기물에 의해 방어를 받는 포지션이 아닐 경우에만 그렇다.

## 예외적인 기물의 이동
캐슬링이란 킹과 룩을 한번에 동시에 움직 이는 수를 가리킨다. 캐슬링은 각 플레이어에게 1회의 게임 중 1번만 사용할 수 있다. 매우 편리한 반면 이 수는 지키지 않으면 안되는 조건(제약)도 많다.

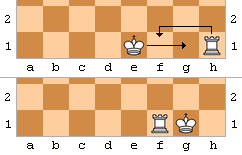
Kingside castling: O-O

킹 사이드 캐슬링
숏・캐슬링(short castling)이라고도 불린다.
아무것도 붙이지 않고 단순히「캐슬링」이라는 경우는 통상적으로 이것을 가리킨다.
- 기호 : 0-0(숫자 0), 또는 O-O(알파벳 O)
  - 일반적으로「0 (숫자 0)」를 사용한다.「O (알파벳 O)」의 경우는 PGN등에서 사용된다.

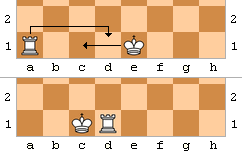
Queenside castling: O-O-O

퀸 사이드 캐슬링
롱・캐슬링(long castling)이라고도 불린다.
- 기호： 0-0-0 (숫자 0), 또는 O-O-O(알파벳 O)

## 킹의 가치
- 체스에 있어서 킹은 사실 정해진 점수가 없으나,  기물의 움직임이나 능력만으로 생각한다면 4점 정도를 부여할 수 있다.

|             | 킹        | 퀸 | 룩 | 비숍 | 나이트 | 폰 |
| ----------- | --------- | -- | -- | ---- | ------ | -- |
| 기물의 가치 | 4（없음） | 9  | 5  | 3    | 3      | 1  |

- 통상 기물의 가치는 국면에 따라 변화하지만 킹은 유일하게 예외이다. 어떠한 전력차가 있어도 자신의 킹을 상대에게 체크메이트 당하는 게임은 지고 만다.
- 킹 이외의 모든 기물이 잡힌 경우에도 어떻게든 무승부를 할 수 있는 케이스도 존재하지만, 이것은 그 국면의 상황과 플레이어의 레벨 등에 좌우 된다. 일반적으로 어느 정도 전력의 차가 없는 경우를 전제로 한다.

## 체크와 체크메이트
체크
킹 이외의 기물로 적의 킹을 공격하는 수를「체크」라고 한다.
기호는「+」이다.
체크된 상태에는 킹이 잡히지 않도록 반드시 대처하지 않으면 안 된다.
적으로부터 체크의 대처하는 방법은 다음 3가지이다.
1. 공격을 받고 있는 자신의 킹을 안전한 장소로 움직인다.
2. 아군의 기물로 방어한다.
3. 현재 체크하고 있는 기물을 잡는다.

체크메이트
다양한「체크」중에서 절대로 피할 수 없는 형태가 있다. 이를 「체크메이트」 또는 「메이트」라고 부른다.
기호는「#」이다. (예 : Qb3#, 퀸이 b3로 이동하여 상대를 체크메이트했음을 뜻한다.)
체크메이트된 시점에서 대국은 종료된다. 실제로 킹을 뺏는 행위는 할 수 없으며, 금지되어 있다.
체크메이트의 형태는 다양하며 복잡한 것도 많이 존재한다.
아군의 기물뿐만 아니라 적의 기물도 체크메이트의 형태에 관계하는 경우가 많다.

## 체크메이트와 스테일메이트
- 체스의 룰에는 킹을 직접 움직여 다음 차례에 상대가 킹을 잡을 수 있도록 하는 기권의 수는 금지되어 있다. 그 때문에 킹은 적의 기물이 공격할 수 있는 칸으로 이동하는 것이 불가능하다.
- 자신의 킹뿐만 아니라 적의 킹을 자살시키는 것도 금지되어 있다. 자살의 위험에 빠지면 스테일메이트가 되어 어떤 전력차가 있어도 비기게 된다.

공격받고 있는 측에서 생각한 체크메이트
- 자신의 순서이다.
- 현재 체크되어 있다.
- 다음에 움직일 수 있는 기물이 하나도 없다.

|   | a                                             | b                                             | c                                             | d                                             | e                                             | f                                             | g                                             | h                                             |   |
| 8 | f8 black king · f7 white pawn · f6 white king | f8 black king · f7 white pawn · f6 white king | f8 black king · f7 white pawn · f6 white king | f8 black king · f7 white pawn · f6 white king | f8 black king · f7 white pawn · f6 white king | f8 black king · f7 white pawn · f6 white king | f8 black king · f7 white pawn · f6 white king | f8 black king · f7 white pawn · f6 white king | 8 |
| 7 | f8 black king · f7 white pawn · f6 white king | f8 black king · f7 white pawn · f6 white king | f8 black king · f7 white pawn · f6 white king | f8 black king · f7 white pawn · f6 white king | f8 black king · f7 white pawn · f6 white king | f8 black king · f7 white pawn · f6 white king | f8 black king · f7 white pawn · f6 white king | f8 black king · f7 white pawn · f6 white king | 7 |
| 6 | f8 black king · f7 white pawn · f6 white king | f8 black king · f7 white pawn · f6 white king | f8 black king · f7 white pawn · f6 white king | f8 black king · f7 white pawn · f6 white king | f8 black king · f7 white pawn · f6 white king | f8 black king · f7 white pawn · f6 white king | f8 black king · f7 white pawn · f6 white king | f8 black king · f7 white pawn · f6 white king | 6 |
| 5 | f8 black king · f7 white pawn · f6 white king | f8 black king · f7 white pawn · f6 white king | f8 black king · f7 white pawn · f6 white king | f8 black king · f7 white pawn · f6 white king | f8 black king · f7 white pawn · f6 white king | f8 black king · f7 white pawn · f6 white king | f8 black king · f7 white pawn · f6 white king | f8 black king · f7 white pawn · f6 white king | 5 |
| 4 | f8 black king · f7 white pawn · f6 white king | f8 black king · f7 white pawn · f6 white king | f8 black king · f7 white pawn · f6 white king | f8 black king · f7 white pawn · f6 white king | f8 black king · f7 white pawn · f6 white king | f8 black king · f7 white pawn · f6 white king | f8 black king · f7 white pawn · f6 white king | f8 black king · f7 white pawn · f6 white king | 4 |
| 3 | f8 black king · f7 white pawn · f6 white king | f8 black king · f7 white pawn · f6 white king | f8 black king · f7 white pawn · f6 white king | f8 black king · f7 white pawn · f6 white king | f8 black king · f7 white pawn · f6 white king | f8 black king · f7 white pawn · f6 white king | f8 black king · f7 white pawn · f6 white king | f8 black king · f7 white pawn · f6 white king | 3 |
| 2 | f8 black king · f7 white pawn · f6 white king | f8 black king · f7 white pawn · f6 white king | f8 black king · f7 white pawn · f6 white king | f8 black king · f7 white pawn · f6 white king | f8 black king · f7 white pawn · f6 white king | f8 black king · f7 white pawn · f6 white king | f8 black king · f7 white pawn · f6 white king | f8 black king · f7 white pawn · f6 white king | 2 |
| 1 | f8 black king · f7 white pawn · f6 white king | f8 black king · f7 white pawn · f6 white king | f8 black king · f7 white pawn · f6 white king | f8 black king · f7 white pawn · f6 white king | f8 black king · f7 white pawn · f6 white king | f8 black king · f7 white pawn · f6 white king | f8 black king · f7 white pawn · f6 white king | f8 black king · f7 white pawn · f6 white king | 1 |
|   | a                                             | b                                             | c                                             | d                                             | e                                             | f                                             | g                                             | h                                             |   |

공격받고 있는 측에서 생각한 스테일메이트
- 자신의 순서이다.
- 현재 체크가 되어 있지 않다.
- 다음에 움직일 수 있는 기물이 하나도 없다.

## 같이 보기
- 체스 기물